# OzonAction
OzonAction est une branche du Programme des Nations unies pour l'environnement (PNUE) créée en 1991, qui a son siège à Paris.

## Direction
| Période                          | Nom                    | Réf.              |
| -------------------------------- | ---------------------- | ----------------- |
| 1992 – 31 juillet 2011           | Rajendra Shende        | [ 1 ]             |
| 1er août 2011 – 17 décembre 2012 | Jim Curlin             | [réf. nécessaire] |
| 18 décembre 2012 – en cours      | Shamila Nair-Bedouelle | [ 2 ]             |